# Amphipsylla qinghaiensis
Amphipsylla qinghaiensis är en loppart som beskrevs av Ren Shiming et Ji Shuli 1979. Amphipsylla qinghaiensis ingår i släktet Amphipsylla och familjen smågnagarloppor. Inga underarter finns listade i Catalogue of Life.